# Blancafort (Cher)
 Blancafort  es una población y comuna francesa, situada en la región de  Centro, departamento de Cher, en el distrito de Vierzon y cantón de Argent-sur-Sauldre.

## Demografía
| 1042 | 1007 | 936 | 1070 | 991 | 995 |
| Para los censos de 1962 a 1999 la población legal corresponde a la población sin duplicidades (Fuente: INSEE [Consultar]) |      |     |      |     |     |